# Camaiore
Camaiore – miasto i gmina we Włoszech, w regionie Toskania, w prowincji Lukka.
Według danych na rok 2004 gminę zamieszkiwało 30 013 osób, 357,3 os./km².